# Richard Antinucci
 (avril 2016).
Pas d'image ? Cliquez ici
Richard Antinucci né le 26 janvier 1981 à Rome, est un pilote automobile américain.

## Carrière
- 1998 : Formule Ford Italienne
- 1999 : Championnat Britannique de Formule Renault Winter Series
- 2000 : Eurocup Formule Renault, 4e
- 2001 : Championnat Britannique de Formule Renault, 2e
- 2002 : Championnat de Grande-Bretagne de Formule 3, 10e
- 2003 : Championnat de Grande-Bretagne de Formule 3, 4e
- 2004 : Championnat du Japon de Formule 3, 4e
- 2005 : Formule 3 Euroseries, 19e
- 2006 : Formule 3 Euroseries, 5e
- 2007 : Indy Pro Series, 15e
- 2008 : Indy Lights, 2e
- 2009 : IndyCar Series, 27e
- 2010 : Italian GT Championship-GT3, 13e
- 2014 : Lamborghini Super trufeo U.S.A
- 2016 : Lamborghini Super Tr. North America, 4e